# Liste der Kreisstraßen in Wuppertal
Die Liste der Kreisstraßen in Wuppertal ist eine Auflistung der Kreisstraßen in der kreisfreien Stadt Wuppertal, Nordrhein-Westfalen.

## Abkürzungen
- K: Kreisstraße
- L: Landesstraße

## Liste
Die Kreisstraßen behalten die ihnen zugewiesene Nummer innerhalb von Nordrhein-Westfalen auch bei einem Wechsel in einen Kreis oder in eine andere kreisfreie Stadt. Nicht vorhandene bzw. nicht nachgewiesene Kreisstraßen werden in Kursivdruck gekennzeichnet, ebenso Straßen und Straßenabschnitte, die unabhängig vom Grund (Herabstufung zu einer Gemeindestraße oder Höherstufung) keine Kreisstraßen mehr sind.
Der Straßenverlauf wird in der Regel von Nord nach Süd und von West nach Ost angegeben.
| Nr.  | Verlauf |
| ---- | --- |
| K 1  | K 9 – Neuenteich – Ostersbaum – Rudolfstraße – L 433 |
| K 2  | – Clausewitzstraße – L 726 |
| K 3  | L 419 – Erbschlöer Straße – Lüttringhauser Straße - K 4 – Lüttringhauser Straße – L 417 |
| K 4  | K 3 – Lüttringhauser Straße – K 5 – Lüttringhauser Straße – Stadtgrenze – (K 4 in Remscheid) |
| K 5  | K 4 – Im Rehsiepen – Tannenbaumer Weg – Stadtgrenze – (K 5 in Remscheid) |
| K 6  | L 357 – Eipaßstraße – Stadtgrenze – (K 6 in Solingen) |
| K 7  | L 433 – Höhenstraße – Neuer Weg – Dönberger Straße – L 70 |
| K 8  | L 433 – Schützenstraße – K 19 – Schützenstraße – Klingelholl – K 14 – Westkotter Straße – Oststraße – Am Diek – L 891 |
| K 9  | – Kasinostraße – Neumarktstraße – L 70 – Hofkamp – K 1 – Hofkamp – Haspeler Straße – |
| K 10 | K 16 – Hans-Böckler-Straße – L 70 |
| K 11 | (K 11 im Kreis Mettmann) – Stadtgrenze – Siebeneicker Straße – Am Elisabethheim – L 427 – Nevigeser Straße – K 16 – In den Birken – K 15 – Pahlkestraße – |
| K 14 | (K 14 im Ennepe-Ruhr-Kreis) – Stadtgrenze – Huxel – L 432 – Einern – Märkische Straße – – Märkische Straße – K 8 – Westkotter Straße – Mühlenweg >/Große Flurstraße < – Parlamentstraße >/Paul-Humburg-Straße < – Paul-Humburg-Straße – K 19 – Steinweg – – Fischertal – L 217 – Fischertal – L 419 |
| K 15 | (K 15 im Kreis Mettmann) – Stadtgrenze – Aprather Weg – K 11 – In der Beek – Katernberger Straße – L 427 |
| K 16 | L 427 – Westfalenweg – K 7 |
| K 17 | – Schöllerweg – Stadtgrenze am südwestlichen Straßenrand – Stadtgrenze – (K 17 im Kreis Mettmann) |
| K 18 | (K 18 im Kreis Mettmann) – Stadtgrenze – Groß Drinhausen – Stadtgrenze – (K 18 im Kreis Mettmann) – Stadtgrenze – Klein Drinhausen – Stadtgrenze – (K 18 im Kreis Mettmann) |
| K 19 | L 433 – Carnaper Straße – K 8 – Carnaper Straße – Steinweg – K 14 |
| K 20 | (K 20 im Kreis Mettmann) – Stadtgrenze – Zur Waldkampfbahn – Gruitener Straße – |
| K 21 | – Unionstraße – Oberbergische Straße – L 417 |
| K 22 | (K 22 im Kreis Mettmann) – Stadtgrenze – Oberdüsseler Weg – Stadtgrenze – (K 22 im Kreis Mettmann) – Stadtgrenze – Stadtgrenze am nördlichen Straßenrand – Oberdüsseler Weg – L 427 |

## Quelle
- Landesvermessungsamt Nordrhein-Westfalen, Kreiskarte Nr. 32: Kreis Mettmann, Städte Düsseldorf, Remscheid, Solingen, Wuppertal